# Microcosmus squamiger
Microcosmus squamiger är en sjöpungsart som beskrevs av Wilhelm Michaelsen 1927. Microcosmus squamiger ingår i släktet Microcosmus och familjen lädermantlade sjöpungar. Inga underarter finns listade i Catalogue of Life.